# Andrej Sekera
Andrej Sekera (* 8. června 1986, Bojnice, Československo) je bývalý slovenský hokejový obránce naposledy hrající v NHL za klub Dallas Stars.

## Hráčská kariéra
S hokejem začínal v Prievidzi. Později hrál za juniory Dukly Trenčín. V roce 2004 byl draftován Buffalem Sabres celkově na 71. místě. Po draftu odešel do zámořské juniorské soutěže. První zápas v NHL odehrál za Buffalo 9. prosince 2006 proti Montrealu Canadiens.
Slovensko reprezentoval na MS 2008, 2009,2010 a ZOH 2010.
18. července 2022, oznámil konec hokejové kariéry.

## Ocenění a úspěchy
- 2006 OHL - Max Kaminsky Trophy
- 2008 MS - Top tří hráčů týmu
- 2009 MS - Top tří hráčů týmu
- 2010 MS - Top tří hráčů týmu
- 2012 MS - Top tří hráčů týmu
- 2013 MS - Top tří hráčů týmu
- 2016 MS - Top tří hráčů týmu
- 2018 MS - Top tří hráčů týmu

## Prvenství

### AHL
- Debut - 20. října 2006 (Rochester Americans proti Peoria Rivermen)
- První asistence - 18. listopadu 2006 (Springfield Falcons proti Rochester Americans)
- První gól - 23. prosince 2006 (Rochester Americans proti Binghamton Senators brankáři Jeffu Glassovi)

### NHL
- Debut - 9. prosince 2006 (Montreal Canadiens proti Buffalo Sabres)
- První asistence - 26. října 2007 (Florida Panthers proti Buffalo Sabres)
- První gól - 28. listopadu 2007 (Buffalo Sabres proti St. Louis Blues)

### KHL
- Debut - 7. října 2012 (HC Slovan Bratislava proti HK Dynamo Minsk)
- První asistence - 7. října 2012 (HC Slovan Bratislava proti HK Dynamo Minsk)
- První gól - 29. října 2012 (HC Slovan Bratislava proti Amur Chabarovsk brankáři Alexeju Muryginovi)

## Klubová statistika
| Sezona       | Klub                 | Soutěž       | Základní část | Základní část | Základní část | Základní část | Základní část | Play off | Play off | Play off | Play off | Play off |
| Sezona       | Klub                 | Soutěž       | Z             | G             | A             | B             | TM            | Z        | G        | A        | B        | TM       |
| ------------ | -------------------- | ------------ | ------------- | ------------- | ------------- | ------------- | ------------- | -------- | -------- | -------- | -------- | -------- |
| 2003–04      | HC Dukla Trenčín     | SHL          | 3             | 0             | 0             | 0             | 2             | —        | —        | —        | —        | —        |
| 2004–05      | Owen Sound Attack    | OHL          | 52            | 7             | 21            | 28            | 18            | 6        | 0        | 4        | 4        | 4        |
| 2005–06      | Owen Sound Attack    | OHL          | 51            | 21            | 34            | 55            | 54            | 11       | 5        | 8        | 13       | 9        |
| 2006–07      | Rochester Americans  | AHL          | 54            | 3             | 16            | 19            | 28            | —        | —        | —        | —        | —        |
| 2006–07      | Buffalo Sabres       | NHL          | 2             | 0             | 0             | 0             | 2             | —        | —        | —        | —        | —        |
| 2007–08      | Rochester Americans  | AHL          | 40            | 2             | 15            | 17            | 22            | —        | —        | —        | —        | —        |
| 2007–08      | Buffalo Sabres       | NHL          | 37            | 2             | 6             | 8             | 16            | —        | —        | —        | —        | —        |
| 2008–09      | Buffalo Sabres       | NHL          | 69            | 3             | 16            | 19            | 22            | —        | —        | —        | —        | —        |
| 2009–10      | Buffalo Sabres       | NHL          | 49            | 4             | 7             | 11            | 6             | 6        | 0        | 0        | 0        | 7        |
| 2010–11      | Buffalo Sabres       | NHL          | 76            | 3             | 26            | 29            | 34            | 2        | 1        | 0        | 1        | 4        |
| 2011–12      | Buffalo Sabres       | NHL          | 69            | 3             | 10            | 13            | 18            | —        | —        | —        | —        | —        |
| 2012–13      | HC Slovan Bratislava | KHL          | 25            | 3             | 9             | 12            | 8             | —        | —        | —        | —        | —        |
| 2012–13      | Buffalo Sabres       | NHL          | 37            | 2             | 10            | 12            | 4             | —        | —        | —        | —        | —        |
| 2013–14      | Carolina Hurricanes  | NHL          | 74            | 11            | 33            | 44            | 20            | —        | —        | —        | —        | —        |
| 2014–15      | Carolina Hurricanes  | NHL          | 57            | 2             | 17            | 19            | 8             | —        | —        | —        | —        | —        |
| 2014–15      | Los Angeles Kings    | NHL          | 16            | 1             | 3             | 4             | 6             | —        | —        | —        | —        | —        |
| 2015–16      | Edmonton Oilers      | NHL          | 81            | 6             | 24            | 30            | 12            | —        | —        | —        | —        | —        |
| 2016–17      | Edmonton Oilers      | NHL          | 80            | 8             | 27            | 35            | 18            | 11       | 1        | 2        | 3        | 2        |
| 2017–18      | Edmonton Oilers      | NHL          | 36            | 0             | 8             | 8             | 6             | —        | —        | —        | —        | —        |
| 2018–19      | Edmonton Oilers      | NHL          | 24            | 0             | 4             | 4             | 6             | —        | —        | —        | —        | —        |
| 2019–20      | Dallas Stars         | NHL          | 57            | 2             | 6             | 8             | 14            | 27       | 0        | 1        | 1        | 0        |
| 2020-21      | Dallas Stars         | NHL          | 46            | 3             | 2             | 5             | 4             | —        | —        | —        | —        | —        |
| 2021-22      | Dallas Stars         | NHL          | 32            | 1             | 3             | 4             | 16            | —        | —        | —        | —        | —        |
| Celkem v NHL | Celkem v NHL         | Celkem v NHL | 842           | 51            | 202           | 253           | 212           | 46       | 2        | 3        | 5        | 13       |

### Reprezentační statistiky
| 2004            | Slovensko 18    | MS-18           | 6  | 1  | 1  | 2  | 18 |
| 2005            | Slovensko 20    | MSJ             | 6  | 1  | 0  | 1  | 2  |
| 2006            | Slovensko 20    | MSJ             | 6  | 2  | 3  | 5  | 2  |
| 2008            | Slovensko       | MS              | 5  | 0  | 1  | 1  | 2  |
| 2009            | Slovensko       | MS              | 6  | 0  | 2  | 2  | 2  |
| 2010            | Slovensko       | OH              | 7  | 1  | 0  | 1  | 0  |
| 2010            | Slovensko       | MS              | 6  | 0  | 2  | 2  | 2  |
| 2012            | Slovensko       | MS              | 10 | 2  | 7  | 9  | 6  |
| 2013            | Slovensko       | MS              | 8  | 1  | 1  | 2  | 2  |
| 2014            | Slovensko       | OH              | 4  | 0  | 2  | 2  | 0  |
| 2016            | Slovensko       | MS              | 7  | 3  | 1  | 4  | 6  |
| 2016            | Slovensko       | SP              | 6  | 0  | 2  | 2  | 4  |
| 2018            | Slovensko       | MS              | 7  | 1  | 2  | 3  | 4  |
| 2019            | Slovensko       | MS              | 7  | 2  | 3  | 5  | 4  |
| Junioři celkově | Junioři celkově | Junioři celkově | 18 | 4  | 4  | 8  | 22 |
| Senioři celkově | Senioři celkově | Senioři celkově | 73 | 10 | 23 | 33 | 32 |